# Helicoconis lutea
Helicoconis lutea är en insektsart som först beskrevs av Hans Daniel Johan Wallengren 1871.  Helicoconis lutea ingår i släktet Helicoconis och familjen vaxsländor. Arten är reproducerande i Sverige. Inga underarter finns listade i Catalogue of Life.